# エッグ矢沢
エッグ矢沢（エッグやざわ、Egg Yazawa、1986年2月17日 - ）は、日本の元ピン芸人、Youtuber。
本名、矢沢 誠仁（やざわ まさひと）。身長174cm。血液型はO型。埼玉県出身。元吉本興業所属。

## 来歴
埼玉県出身。富士見市立関沢小学校、富士見市立西中学校、保善高等学校、クラーク記念国際高等学校を経て、一浪し、AO入試で成蹊大学法学部法律学科に入学、一留を経て同大学を卒業した。
2009年4月23日、高校生の時から入学を考えていた東京NSCに15期生として入学。2010年4月に卒業した。
2013年8月YouTubeの公式チャンネル「エッグ矢沢の無敵TV」を設立。同じ吉本の後輩であるTAKEKIN（竹花リベンジ）とミカイル（ペイン ミカイル森之介）と共に動画を投稿。2015年2月からラジオ・オールナイトニッポンwの木曜パーソナリティーを務める。2016年6月末日づけで吉本興業を退所することをライブで発表し、それに伴いオールナイトニッポンwを降板した。
その後タイに移住。36歳時に実家を吉本時代の後輩に放火され全焼される。

## 人物

### 趣味
ラーメン二郎巡り、格闘技、GIジョーのフィギュア集め、海外旅行。

## 出演

### バラエティー
- クイズ☆タレント名鑑「情報原人 エッグ矢沢」「ギリギリ有名人が逃走中」（TBS、2010年8月 - 9月、2011年7月31日）